# Tondirahu
Tondirahu est une île d'Estonie en Väinameri.

## Géographie
Elle fait partie du parc national de Matsalu et en raison de sa faune et de sa flore particulière est interdite au public comme 500 m aux alentours, à l'exception de la recherche scientifique, de la surveillance et des opérations de sauvetage.

## Faune
Elle abrite une colonie de 2 100 cormorans et abrite aussi de nombreux eiders à duvet. 